# Philip Florén
Philip Florén, född 11 juli 1996, är en svensk bandyspelare. Han representerar IFK Motala sedan 2017. Hans moderklubb är Villa Lidköping BK.
Philip Florén debuterade och fick speltid som junioravbytare i Elitserien 2014/15. Han fick också göra sitt första mål på hemmaplan mot IFK Kungälv 9 januari 2015 Säsongen 2016/2017 var Florén utlånad till Tillberga. Säsongen efter lämnade han Villa för spel i IFK Motala.
År 2017 ingick Florén i det P21-landslag som tog VM-guld i Vetlanda.